# Davidsonia jerseyana
Davidsonia jerseyana är en tvåhjärtbladig växtart som först beskrevs av F. Müll. och Frederick Manson Bailey, och fick sitt nu gällande namn av G. J. Harden och J. B. Williams. Davidsonia jerseyana ingår i släktet Davidsonia och familjen Cunoniaceae. Inga underarter finns listade i Catalogue of Life.